# Tabor község
Tabor község (szlovén nyelven Občina Tabor) Szlovénia 212 alapfokú közigazgatási egységének, azaz községének egyike a Savinjska statisztikai régióban. Adminisztratív központja Tabor település. Az Alsó-Savinja-völgy szélén, a Száva-hegység északi peremén fekszik. A történelmi szlovén Stájerország (Štajersko) régió része. 

## A községhez tartozó települések
A községhez Tabor székhelyen kívül a következő települések tartoznak:
- Črni Vrh
- Kapla
- Loke
- Miklavž pri Taboru
- Ojstriška Vas
- Pondor

## Népesség
| Lakosok száma | 1519 | 1507 | 1601 | 1625 | 1634 | 1645 | 1643 | 1658 | 1659 | 1667 |
|               | 2008 | 2009 | 2011 | 2012 | 2013 | 2015 | 2016 | 2017 | 2019 | 2020 |